# Tabula Hebana

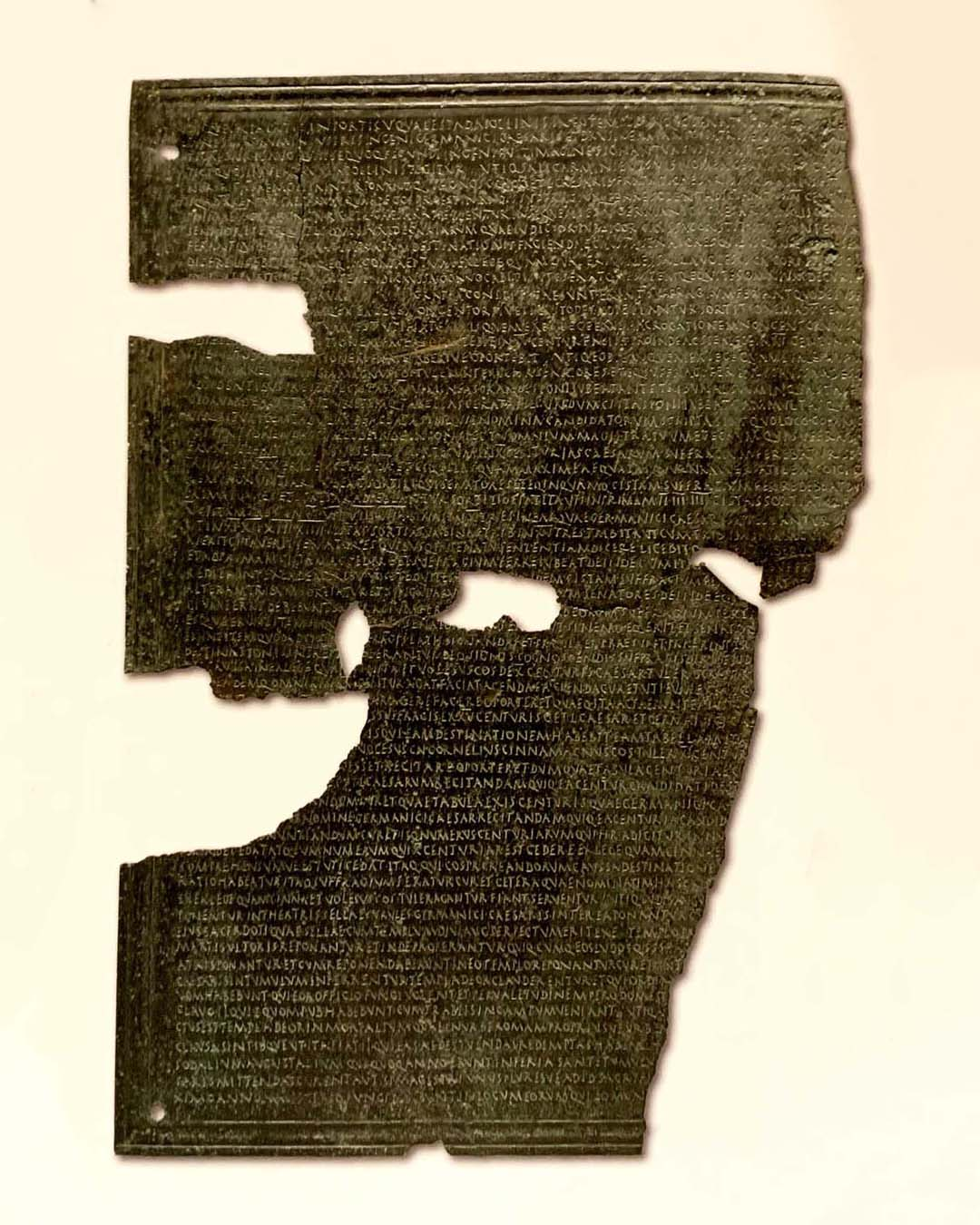
La tabula Hebana

La Tabula Hebana è una tavola bronzea, pervenutaci in parte frammentaria, conservata attualmente al Museo archeologico e d'arte della Maremma, a Grosseto, in Toscana. Senza dubbio un importante documento epigrafico romano, essa è stata ritrovata nel 1947 durante dei lavori agricoli nell'attuale frazione Le Sassaie, nel comune di Magliano in Toscana, dove sorgeva un tempo l'importante città etrusca e poi romana di Heba, da cui la tavola prende il nome.

## Contenuto
La tabula Hebana, risalente al 20 d.C., reca testimonianza di alcune onorificenze postume in onore di Germanico. L'iscrizione è però importante, e per certi versi addirittura fondamentale per la nostra conoscenza del periodo storico della età post-augustea, in quanto ci informa degli sviluppi di quella destinatio magistratuum disciplinata dalla lex Valeria Cornelia del 5 d.C.: alle dieci centurie "destinatrici" augustee, dedicate agli scomparsi principes iuventutis Gaio e Lucio Cesari, se ne erano infatti aggiunte altre cinque nel 19 d.C., intitolate appunto al defunto Germanico
Le dieci centurie augustee, insieme alle cinque tiberiane di successiva introduzione, erano composte da esponenti dei soli ordini senatorio ed equestre, sorteggiati dalle tribù in vista di ogni nuova elezione dei consoli e dei pretori: il tutto assumeva quasi i connotati di un oracolo pronunciato dai compianti Gaio, Lucio Cesari e Germanico. All'atto dello spoglio, i voti espressi dalle centurie destinatrici avevano lo stesso identico valore di tutti gli altri voti, con evidente vantaggio dei due ordines cui queste nuove centurie erano riservate.
Tale riforma fu smantellata nel 31 d.C. da Seiano, che restituì al solo Senato il potere di eleggere i più alti magistrati.

## Trascrizione
A questo link si può trovare la trascrizione del documento: http://db.edcs.eu/epigr/epi_einzel.php?s_sprache=fr&p_belegstelle=AE+1949%2C+00215&r_sortierung=Belegstelle .